# Длге Страже
Длге Страже, або Довгі Стражі, Довгі Сторожі (словац. Dlhé Stráže) — село в Словаччині, Левоцькому окрузі Пряшівського краю. Розташоване на півночі східної Словаччини в південно—західній частині Левоцьких гір в долині потока Бічір.
Уперше згадується у 1278 році.
У селі є римо-католицький костел збудований приблизно у 1800 році з готичною статуєю з половини 14 століття.

## Населення
| Рік:            | 1994. | 2004.    | 2014.    | 2024.   |
| --------------- | ----- | -------- | -------- | ------- |
| Кількість осіб: | 439   | 503      | 564      | 618     |
| Різниця:        |       | +14,57 % | +12,12 % | +9,57 % |

| Рік:            | 2023. | 2024.   |
| --------------- | ----- | ------- |
| Кількість осіб: | 613   | 618     |
| Різниця:        |       | +0,81 % |

У селі проживає 520 осіб.
Національний склад населення (за даними останнього перепису населення — 2001 року):
- словаки — 100,0 %.

Склад населення за приналежністю до релігії станом на 2001 рік:
- римо-католики — 99,60 %,
- греко-католики — 0,40 %.

## Географія
Протікає потік Бицир.